# Kakistocratie
Kakistocratie is een bestuursvorm waarbij het besturen wordt gedaan door de slechtste, minst geschikte of meest gewetenloze inwoners.
Het woord komt uit het Griekse woord kakistos (κάκιστος; slechtste) en kratos (κράτος; regeren) wat betekent zoveel als regeren door de minst geschikte.
De oudste gedocumenteerde bron van het woord kakistocratie is een preek van Paul Gosnold voor beide huizen van het Engelse parlement in 1644.
Filosoof Johan Sanctorum hermuntte het begrip in zijn boek 'Kakistocratie', m.b.t. het Belgische malgoverno en het Europese politieke establishment. 